# Erateina zoraida
Erateina zoraida is een vlinder uit de familie van de spanners (Geometridae). De wetenschappelijke naam van de soort is voor het eerst geldig gepubliceerd in 1845 door Doubleday.